# Đelekare
Gjylekar en albanais et Đelekare en serbe latin (en serbe cyrillique : Ђелекаре) est une localité du Kosovo située dans la commune/municipalité de Viti/Vitina, district de Gjilan/Gnjilane (Kosovo) ou district de Kosovo-Pomoravlje (Serbie). Selon le recensement kosovar de 2011, elle compte 2 499 habitants.

## Démographie

### Évolution historique de la population dans la localité
| 1948  | 1953  | 1961  | 1971  | 1981  | 1991  | 2011  |
| ----- | ----- | ----- | ----- | ----- | ----- | ----- |
| 1 197 | 1 333 | 1 565 | 1 851 | 2 253 | 2 747 | 2 499 |

|  |

### Répartition de la population par nationalités (2011)
En 2011, les Albanais représentaient 99,80 % de la population.